# Yusuf Balasaghuni

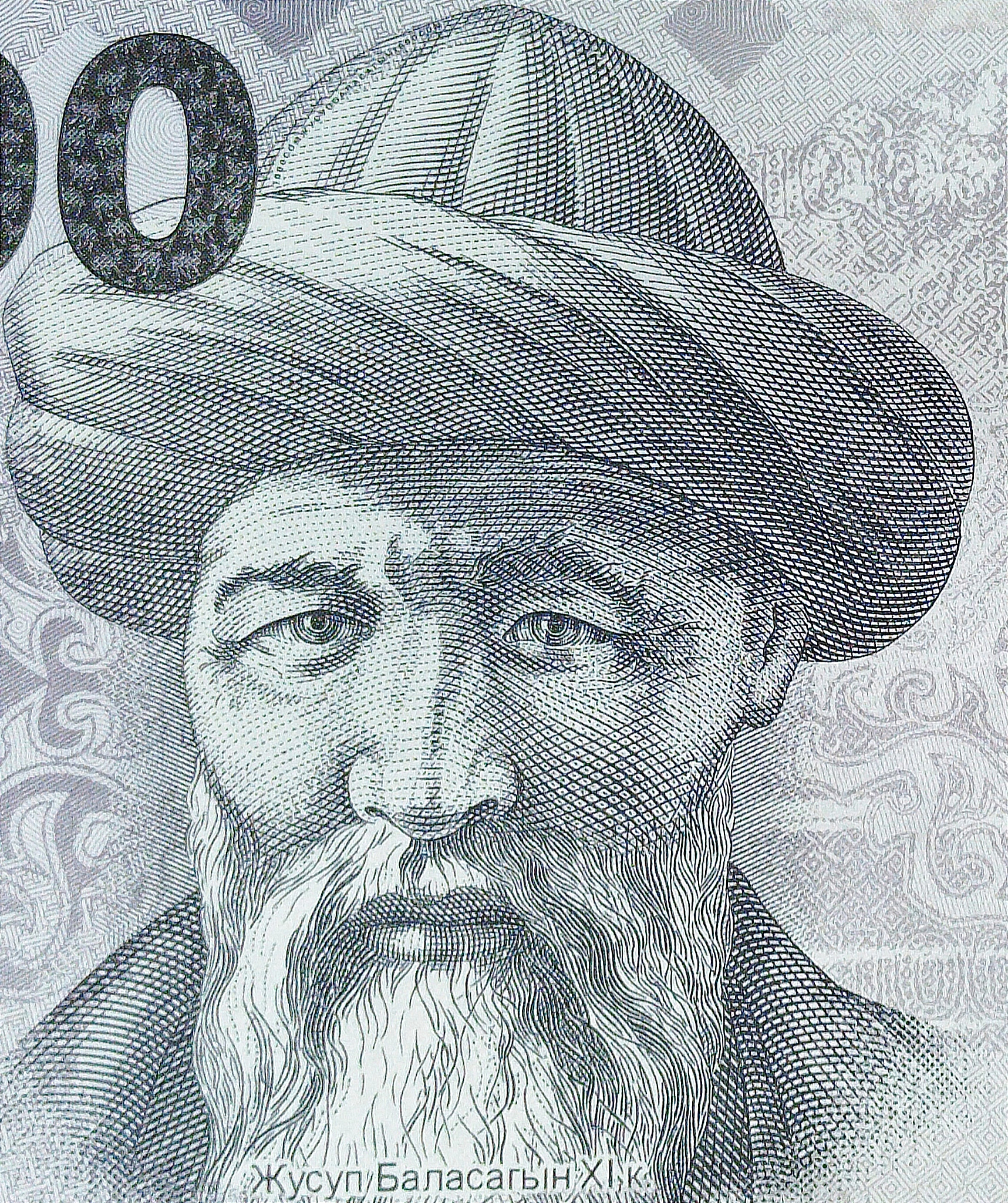
Portret Yusufa Balasaghunina na banknocie 1000 somów (banknot z serii 2023).

Yusuf Balasaghuni, znany też jako Yusuf Khas Hajib Balasaghuni (pełne imię: Yusuf Khāṣṣ Ḥājib Balasağuni, w języku Ujgurów: يۈسۈپ خاس ھاجىپ, w jęz. tureckim: Yusuf Has Hacip, ur. 1019) – pisarz z plemienia Ujgurów. Żył w XI wieku i pochodził z Bałasagunu, stolicy Imperium Karachanidów. Bałasagun znajdowało się w pobliżu dzisiejszego Tokmak w Kirgistanie.

## Kutadgu Bilig

### Praca
Yusuf Balasaghuni napisał Kutadgu Bilig, a większość tego, co o nim wiadomo, pochodzi z tego właśnie utworu. Kutadgu Bilig została ukończona w roku 1070. Po przedstawieniu księciu Kaszgaru ukończonych prac (Kutadgu Bilig) otrzymał tytuł Ḥājib Khāṣṣ, co znaczy mniej więcej „Zaufany Szambelan” lub „Kanclerz”.

### Przekład polski
Fragmenty utworu w tłumaczeniu na język polski Eleonory Karpuk, Bożeny Klog-Gogolewskiej i Floriana Nieuważnego zamieszczono w zbiorze:
- Poezja uzbecka. Antologia. Wybór Tadeusza Chróścielewskiego. Łódź: Wydawnictwo Łódzkie, 1989, s. 34–42, seria: Poezja Narodów Związku Radzieckiego. ISBN 83-218-0797-6.

Tytuł utworu jest tam tłumaczony jako Wiedza uszczęśliwiająca.

## Śmierć
Yusuf Balasaghuni zmarł w 1085 roku w wieku 66 lat w mieście Kaszgar i tam został pochowany. Obecnie jest tam mauzoleum, które zostało zbudowane na jego grobie. Jest pamiętany jako uczony Ujgurów.